# Paratropus gomyi
Paratropus gomyi är en skalbaggsart som beskrevs av Kanaar 1997. Paratropus gomyi ingår i släktet Paratropus och familjen stumpbaggar. Inga underarter finns listade i Catalogue of Life.